# 5047 Zanda
Az 5047 Zanda (ideiglenes jelöléssel 1981 EO42) a Naprendszer kisbolygóövében található aszteroida. Schelte J. Bus fedezte fel 1981. március 2-án.